# Roman Šemík
Roman Šemík (* 1962 Vysoké Mýto) je český IT specialista a občanský aktivista, v letech 2014 až 2015 zastupitel městské části Praha-Čakovice.

## Život
Dětství prožil v Kolíně, kde se po ukončení základní školy vzdělával na strojní průmyslovce. Po maturitě absolvoval Fakultu strojní Českého vysokého učení technického v Praze (získal titul Ing.). V průběhu studia se specializoval na obor přístrojová, regulační a automatizační technika. Od roku 1981 žije Praze, z toho prvních pět let na vysokoškolských kolejích. Po roční základní vojenské službě nastoupil do zaměstnání v ČKD ve Vysočanech.
V 90. letech 20. století pracoval jako databázový administrátor v Bezpečnostní informační službě a později v odboru informatiky Kanceláře Poslanecké sněmovny. Po roce 2000 pracovně prošel několika bankami, kde se věnoval převážně informační bezpečnosti. Následovalo kratší profesní období v Úřadu pro ochranu osobních údajů a delší ve společnosti ČD Informační systémy. V současnosti působí jako IT specialista v České televizi se zaměřením na bezpečnostní oblast.
Roman Šemík je ženatý, má tři děti (dvě dcery a jednoho syna). Žije v Praze, konkrétně v městské části Čakovice. Jeho velkým koníčkem je genealogie. Dále se zajímá o nejasnou hranici mezi právem na soukromí a právem na informace, o vyvážení mezi zájmy soukromými a veřejnými. Jako občanský lobbista se aktivně podílel na projektu Rekonstrukce státu.

## Politická kariéra
V letech 2010 až 2011 byl členem strany Věci veřejné, za něž kandidoval v komunálních volbách v roce 2010 do Zastupitelstva Městské části Praha-Čakovice, ale neuspěl. Zastupitelem městské části byl zvolen až ve volbách v roce 2014, a to jako nestraník za hnutí STAN na kandidátce subjektu ČMT (tj. nezávislí kandidáti a STAN). Na mandát však v prosinci 2015 rezignoval.
Ještě za Věci veřejné kandidoval i v komunálních volbách v roce 2010 do Zastupitelstva hlavního města Prahy, ale neuspěl. Několik let byl registrovaným příznivcem Pirátů, ve straně se podílel na práci rozhodčí komise. Ve volbách do Poslanecké sněmovny PČR v roce 2017 kandidoval jako nestraník za Piráty v Kraji Vysočina, ale opět neuspěl.
Ve volbách do Senátu PČR v roce 2018 kandidoval jako nestraník za Piráty v obvodu č. 44 – Chrudim. Podpořilo jej také hnutí SEN 21. Se ziskem 3,82 % hlasů skončil na 12. místě.
V roce 2021 se stal členem Pirátů.